# João Baptista Felgueiras
João Baptista Felgueiras ComNSC (Guimarães, Quinta de Cedofeita, Nossa Senhora da Oliveira, 6 de Abril de 1787 – Lisboa, 13 de Março de 1848) foi um aristocrata e político português.

## Biografia
Nasceu na freguesia de S. Miguel do Castelo, em Guimarães no seio de uma das mais distintas famílias do Minho. Era filho de Manuel José Baptista Felgueiras, bacharel formado em Leis pela Universidade de Coimbra, juiz-de-fora em Torre de Moncorvo, desembargador da Casa da Suplicação e da Mesa da Consciência e Ordens e deputado às Cortes Gerais Extraordinárias e Constituintes e de Rita Clara Cândida. 
Bacharel formado em Leis (1808) e em Direito (1809), pela Faculdade de Direito da Universidade de Coimbra, Juiz Conselheiro e Juiz Desembargador do Supremo Tribunal de Justiça, Deputado e 1.º secretário das Cortes Constituintes (eleito a 26 de Janeiro de 1821), Fidalgo Cavaleiro da Casa Real (4 de Fevereiro de 1828), Corregedor e Juiz de Fora da comarca de Viana do Castelo (11 de Outubro de 1826), do Conselho de Sua Majestade Fidelíssima, 1.º Procurador Geral da Coroa (3 de Novembro de 1834), Comendador Honorário da Ordem de Nossa Senhora da Conceição de Vila Viçosa — com faculdade para usar a respectiva insígnia — (25 de Maio de 1836), Ministro da Justiça (1842), Ministro e Secretário de Estado Honorário, Oficial-Mor da Casa Real, etc., senhor do Palácio das Hortas, em Guimarães, por sucessão a sua mãe.
Este influente político do regime Liberal desde cedo iniciou a vida pública. Em 1808 é nomeado, pelo Cabido da Colegiada de Nossa Senhora da Oliveira de Guimarães, tenente da 1.ª companhia do "Batalhão de Privilegiados das Tábuas Vermelhas". Moço Fidalgo da Casa Real com exercício, membro do Conselho de Sua Magestade e do Conselho de Estado, possuía várias comendas, entre as quais a da Ordem de Nossa Senhora da Conceição de Vila Viçosa, concedida por portaria de 25 de Março de 1836.
Pertenceu à Sociedade Literária Patriótica, loja maçónica da obediência Grande Oriente Lusitano, fundada em Lisboa em 1822.

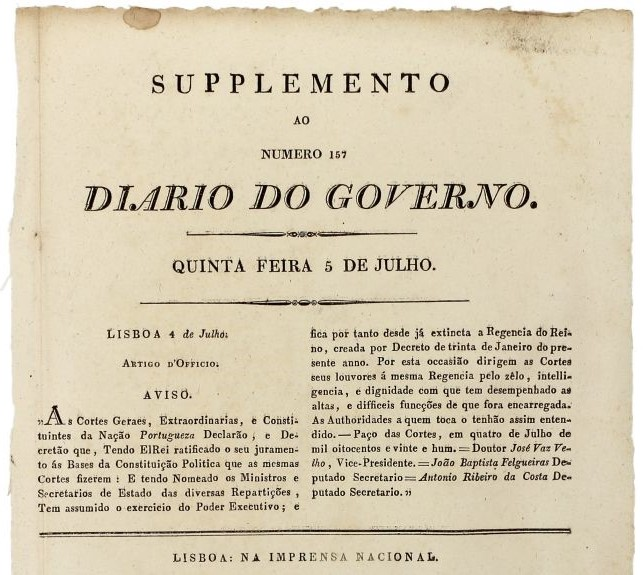
Ato das Cortes Gerais e Extraordinárias da Nação Portuguesa em que assina como vice-presidente da assembleia, 1821.

Com o advento do Liberalismo desdobra-se em múltiplas actividades políticas. Destas ressalta a sua actuação como 1.º secretário das Cortes Constituintes, muitas vezes é apontado como um dos mais influentes mentores políticos da 1.ª Constituição Portuguesa, e nessa qualidade recorda-se o seu gesto, vendo as tremuras de D. João VI no momento da assinatura da Constituição, de lhe segurar no braço, sussurrando "Majestade, coragem!".

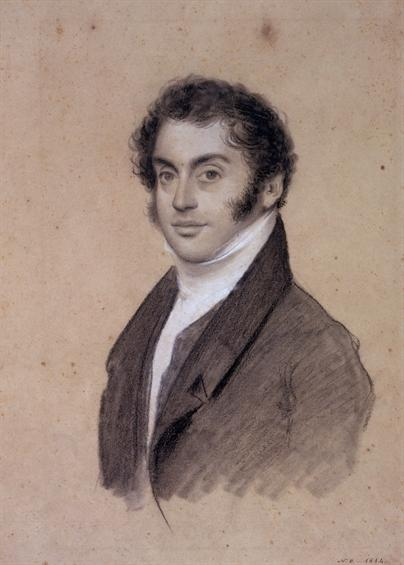
Retrato de João Baptista Felgueiras, a carvão, por Domingos Sequeira (Museu Nacional de Arte Antiga)

Restaurado o Absolutismo, afastou-se da política e quando das perseguições de 1828, viu-se obrigado a procurar abrigo em casa de José Joaquim Gomes de Castro (futuro conde de Castro); assistiu ao cerco do Porto e foi uma das três personalidades que acompanharam o Rei D. Pedro IV na sua entrada nos Paços do Concelho da cidade do Porto (vd. Memórias do 7.º marquês de Fronteira e Alorna); transferido o governo constitucional para Lisboa, foi nomeado Procurador-geral da Coroa, lugar que se demitiu quando triunfou a revolução de Setembro de 1836; ocupou, então, o lugar que lhe competia no Supremo Tribunal de Justiça; Agostinho José Freire, com quem tinha estreitas relações de amizade, foi assassinado quando ia da casa de J. B. Felgueiras para o palácio de Belém. Foi eleito (1842) deputado pelo Minho (com 99 votos entre 102 possíveis) tendo sido convidado, a 17 de Fevereiro de 1842, pelo duque da Terceira para entrar para o Ministério, que recusou; contudo, a instância da Rainha D. Maria II, anuiu. Apesar de ser a favor da restauração da Carta Constitucional discordava, em absoluto, do modo violento como se processou o pronunciamento de Costa Cabral e, dada a posterior chamada deste para o Governo, João Baptista Felgueiras foi ao Paço, a 23 de Fevereiro de 1842, pedir a sua exoneração saindo o respectivo decreto no dia seguinte dando-lhe as honras de Ministro e Secretário e Estado Honorário. Costa Cabral, nunca lhe perdoou esta atitude, nem o Conselheiro Felgueiras a esqueceu. Este facto determinou o definitivo abandono da actividade política.
João Baptista Felgueiras foi retratado por Auguste de Roquemont — o seu retrato a óleo é considerado a obra-prima deste artista – (Sociedade Martins Sarmento); de Domingos António de Sequeira ficou um magnífico carvão (Museu Nacional de Arte Antiga) e do considerado artista portuense José Alberto Nunes um outro carvão, datado de 13 de Abril de 1844.
Afastado mais uma vez da política militante e ocupado exclusivamente dos deveres de magistrado e das afeições da família, morreu a 13 de Março de 1848, contando 60 anos, vítima de uma congestão, que o fulminara na Rua do Passadiço, em Lisboa (freguesia de Coração de Jesus). Nunca casou, mas deixou sete filhos.
Está sepultado no cemitério do Alto de S. João no mausoléu da viscondessa de Geraz do Lima.
De carácter integérrimo, a autoridade das suas opiniões e atitudes eram por todos os seus contemporâneos respeitadas. A consideração e bom nome com que ficou na História foi testemunhada pelo Procurador Geral da República, Dr. Fernando José Pinto Monteiro, a 3 de Julho de 2007, na sessão comemorativa da instalação da sede da Procuradoria Geral, no palácio Palmela, tratando o Conselheiro João Baptista Felgueiras como “ilustre magistrado”.

## Filiação
Filho do Desembargador Manuel José Baptista Felgueiras - Fidalgo Cavaleiro da Casa Real, do Conselho de Sua Majestade Fidelíssima, Cavaleiro da Ordem de Cristo, Desembargador da Casa da Suplicação, Deputado da Mesa de Consciência e Ordens - e de sua mulher D. Rita Clara Cândida Fernandes da Silva.